# Klinek

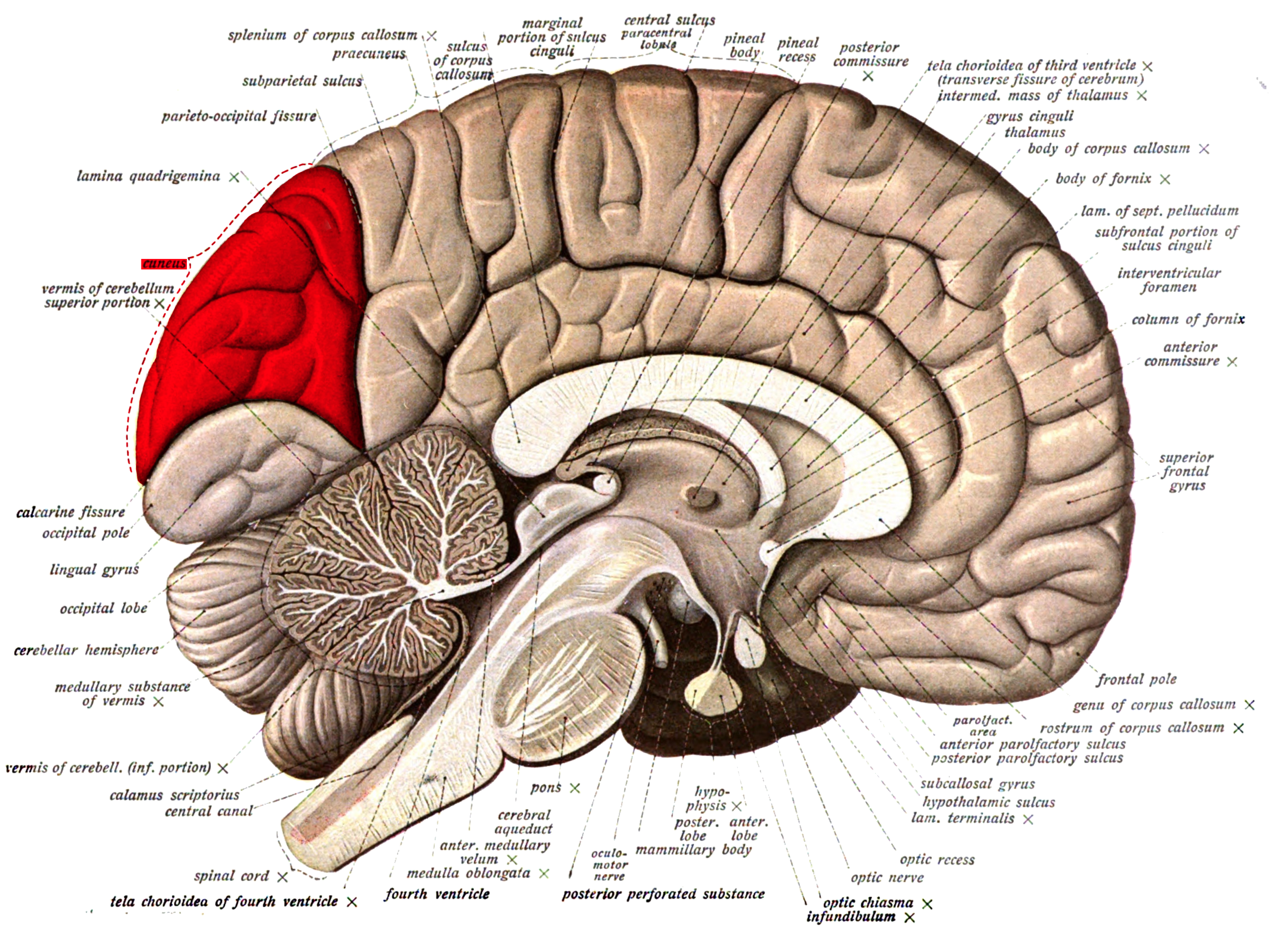
Klinek (zaznaczony na czerwono)

Klinek (łac. cuneus) – część płata potylicznego mózgu ludzkiego. Od przodu od przedklinka oddziela go bruzda ciemieniowo-potyliczna, od dołu natomiast bruzda ostrogowa. Ma w przybliżeniu kształt trójkątny. Znajduje się na przyśrodkowej powierzchni półkul.